# مرا بساز (ترانه بریتنی اسپیرز)
«مرا بساز» (به انگلیسی: Make Me) تک‌آهنگ لید خواننده آمریکایی بریتنی اسپیرز برای نهمین آلبوم استودیویی‌اش، گلوری (۲۰۱۶) است. این اثر با همکاری آوازهای جی-ایزی تهیه شده‌است. این ترانه در ۱۵ ژوئیه ۲۰۱۶ منتشر شد.